# Gheorghe Buda
Gheorghe Buda (n. 5 noiembrie 1897, în comuna Cunța, județul  Sibiu, – d. în anul 1965, fiind înhumat la Cimitirul Central din Alba Iulia ) a participat la evenimentele de la Alba Iulia în contextual Marii Uniri, fiind reprezentantul studenților români care urmau cursurile Universității din Budapesta. 

## Familie
Tatăl său a fost notar în comuna natală, fiu de țăran iar mama sa era casnică, fiică de preot. Au fost o familie cu șapte copii iar toți au avut studii medii și superioare. 
În anul 1924 s-a căsătorit cu Maria Livia Sava. Aceasta era fiica fostului primar din Alba Iulia, dr. Aurel Sava, care era și activist de frunte în perioada Marii Uniri. 

## Studii
Școala primară a urmat-o la Sebeș-Alba, fiind o școală de limbă germană. Studiile liceale le-a urmat în trei orașe: Sibiu, Alba Iulia și Brașov. Între anii 1916-1918 a urmat cursurile Facultății de Medicină de la Budapesta, pe care le-a continuat la Cluj și București. Și-a primit diploma de doctorat în medicină și chirurgie în anul 1923 la Facultatea din Cluj. 

## Viața și activitatea
Între 1921 și 1923 a fost medic la Spitalul de ortopedie din Cluj, iar până în 1924 a profesat la Clinica ginecologică. În 1924 a înființat și organizat spitalul de stat din Blaj, iar în 1929 pe cel din Alba Iulia. În acest context la 1 iulie 1924 a fost numit medic primar la cel dintâi spital pe care la înființat. Doi ani mai târziu, la 1 ianuarie 1926, a mers în Alba Iulia-Simeria pentru a fi medic de circumscripție CFR. În 1929 a ajuns medic primar la cel de-al doilea spital de stat pe care l-a înființat, cel din Alba Iulia. A lucrat și în cabinetul său particular până la desființarea acestora, unde a fost extrem de apreciat și atașat de cetățenii săi.  A fost mobilizat și în timpul războiului, între anii 1940-1945, ca medic-maior în rezervă, desfășurându-și activitatea în spitalele militare din localitate.  